# Gallagher Grand Prix 2023
Der Gallagher Grand Prix 2023 auf dem Indianapolis Motor Speedway fand am 12. August 2023 statt und ging über eine Distanz von 85 Runden à 3,925 km. Es war der 14. Lauf zur IndyCar Series 2023.

## Bericht
Zwei Autos von Rahal Letterman Lanigan Racing (RLL) starteten aus der ersten Startreihe, Graham Rahal auf Pole Position und Christian Lundgaard. Am besten startete Devlin DeFrancesco (Andretti Autosport) der vom fünften auf den ersten Rang fuhr bis zur ersten Kurve. Bereits in der ersten Runde folgte die erste und einzige Gelbphase des Rennens. Der Meisterschaftsführende Alex Palou (Chip Ganassi Racing) streifte das Heck seines Teamkollegen Marcus Armstrong, der sich daraufhin drehte. Josef Newgarden (Team Penske), der nur von Startplatz 25 losfuhr, kollidierte mit Armstrongs Fahrzeug und musste an die Box zur Reparatur. Newgarden patzte in der Qualifikation und wurde dann auch noch um sechs Plätze zurück versetzt wegen eines Motorenwechsels. Ebenfalls in die Kollision verwickelt waren Scott Dixon (Chip Ganassi Racing) und Romain Grosjean (Andretti Autosport), wie auch Palou konnten die beiden Fahrer das Rennen fortsetzen. Dixon viel weit zurück, daher wurde seine Strategie umgestellt und er kam zum ersten Boxenstopp. Als die führenden nach 26 Runden, mittlerweile hatte Rahal von DeFrancesco Position eins übernommen, kam Dixon an die Spitze. In der 32. Runde legte Dixon bereits seinen zweiten Boxenstopp ein, Rahal und Teamkollege Christian Lundgaard übernahmen wieder die Spitze. Der alles entscheidende letzte Boxenstopp absolvierte Dixon in der 59. Runde, nur vier Runden später kam Rahal an die Box. So kam Dixon an Rahal vorbei und führte mit sechs Sekunden Vorsprung. Die Spitzenreiter hatten für den letzten Stint die weichen Reifen gewählt. Rahal hatte die letzten 20 Runden kontinuierlich aufgeholt und war in den letzten Runden im Windschatten seines Vordermanns. Vorbei kam er aber nicht und Dixon konnte in seinem 319. IndyCar Grand Prix den 53. Sieg feiern. In der Meisterschaft führte drei Rennen vor Schluss Palou mit 101 Punkten Vorsprung vor Dixon und 105 Punkten vor Newgarden, der bei diesem Rennen nur den 25. Rang belegte.

## Meldeliste
| Startnummer | Fahrer              | Team                                 | Motor     |
| ----------- | ------------------- | ------------------------------------ | --------- |
| 2           | Josef Newgarden     | Team Penske                          | Chevrolet |
| 3           | Scott McLaughlin    | Team Penske                          | Chevrolet |
| 5           | Patricio O’Ward     | Arrow McLaren SP                     | Chevrolet |
| 06          | Hélio Castroneves   | Meyer Shank Racing                   | Honda     |
| 6           | Felix Rosenqvist    | Arrow McLaren SP                     | Chevrolet |
| 7           | Alexander Rossi     | Arrow McLaren SP                     | Chevrolet |
| 8           | Marcus Ericsson     | Chip Ganassi Racing                  | Honda     |
| 9           | Scott Dixon         | Chip Ganassi Racing                  | Honda     |
| 10          | Alex Palou          | Chip Ganassi Racing                  | Honda     |
| 11          | Marcus Armstrong    | Chip Ganassi Racing                  | Honda     |
| 12          | Will Power          | Team Penske                          | Chevrolet |
| 14          | Santino Ferrucci    | A. J. Foyt Racing                    | Chevrolet |
| 15          | Graham Rahal        | Rahal Letterman Lanigan Racing       | Honda     |
| 18          | David Malukas       | Dale Coyne Racing / HMD Motorsports  | Honda     |
| 20          | Ryan Hunter-Reay    | Ed Carpenter Racing                  | Chevrolet |
| 21          | Rinus VeeKay        | Ed Carpenter Racing                  | Chevrolet |
| 26          | Colton Herta        | Andretti Autosport / Curb-Agajanian  | Honda     |
| 27          | Kyle Kirkwood       | Andretti Autosport                   | Honda     |
| 28          | Romain Grosjean     | Andretti Autosport                   | Honda     |
| 29          | Devlin DeFrancesco  | Andretti Steinbrenner Autosport      | Honda     |
| 30          | Jack Harvey         | Rahal Letterman Lanigan Racing       | Honda     |
| 45          | Christian Lundgaard | Rahal Letterman Lanigan Racing       | Honda     |
| 51          | Sting Ray Robb      | Dale Coyne Racing / Rick Ware Racing | Honda     |
| 55          | Benjamin Pedersen   | A. J. Foyt Racing                    | Chevrolet |
| 60          | Linus Lundqvist     | Meyer Shank Racing                   | Honda     |
| 77          | Callum Ilott        | Juncos Hollinger Racing              | Chevrolet |
| 78          | Agustín Canapino    | Juncos Hollinger Racing              | Chevrolet |

## Klassifikationen

### Freies Training 1
| Pos. | Nr. | Fahrer              | Team             | Motor     | Zeit       |
| ---- | --- | ------------------- | ---------------- | --------- | ---------- |
| 1    | 15  | Graham Rahal        | RLL              | Honda     | 01:09.8421 |
| 2    | 6   | Felix Rosenqvist    | Arrow McLaren SP | Chevrolet | 01:09.9267 |
| 3    | 45  | Christian Lundgaard | RLL              | Honda     | 01:10.1246 |

### Freies Training 2
| Pos. | Nr. | Fahrer           | Team                | Motor     | Zeit       |
| ---- | --- | ---------------- | ------------------- | --------- | ---------- |
| 1    | 9   | Scott Dixon      | Chip Ganassi Racing | Honda     | 01:10.9851 |
| 2    | 10  | Alex Palou       | Chip Ganassi Racing | Honda     | 01:11.1365 |
| 3    | 3   | Scott McLaughlin | Team Penske         | Chevrolet | 01:11.3073 |

### Qualifying
| Pos. | Nr. | Fahrer              | Team                                 | Motor     | Zeit       | Zeit       | Zeit       | Zeit       | Startplatz |
| Pos. | Nr. | Fahrer              | Team                                 | Motor     | Q1         | Q1         | Q2         | Q3         | Startplatz |
| Pos. | Nr. | Fahrer              | Team                                 | Motor     | Gruppe 1   | Gruppe 2   | Q2         | Q3         | Startplatz |
| ---- | --- | ------------------- | ------------------------------------ | --------- | ---------- | ---------- | ---------- | ---------- | ---------- |
| 1    | 15  | Graham Rahal        | Rahal Letterman Lanigan Racing       | Honda     | N/A        | 01:10.2093 | 01:09.9837 | 01:10.1132 | 1          |
| 2    | 45  | Christian Lundgaard | Rahal Letterman Lanigan Racing       | Honda     | N/A        | 01:10.0031 | 01:10.0077 | 01:10.2286 | 2          |
| 3    | 7   | Alexander Rossi     | Arrow McLaren SP                     | Chevrolet | 01:10.4055 | N/A        | 01:10.0124 | 01:10.2932 | 3          |
| 4    | 5   | Pato O’Ward         | Arrow McLaren SP                     | Chevrolet | 01:10.3423 | N/A        | 01:10.1503 | 01:10.3453 | 4          |
| 5    | 29  | Devlin DeFrancesco  | Andretti Steinbrenner Autosport      | Honda     | 01:10.2805 | N/A        | 01:10.2098 | 01:10.3938 | 5          |
| 6    | 28  | Romain Grosjean     | Andretti Autosport                   | Honda     | N/A        | 01:10.3121 | 01:10.1486 | 01:10.4021 | 6          |
| 7    | 11  | Marcus Armstrong    | Chip Ganassi Racing                  | Honda     | N/A        | 01:10.3697 | 01:10.2106 | N/A        | 7          |
| 8    | 30  | Jack Harvey         | Rahal Letterman Lanigan Racing       | Honda     | 01:10.3420 | N/A        | 01:10.2228 | N/A        | 13         |
| 9    | 10  | Alex Palou          | Chip Ganassi Racing                  | Honda     | N/A        | 01:10.3658 | 01:10.2974 | N/A        | 8          |
| 10   | 6   | Felix Rosenqvist    | Arrow McLaren SP                     | Chevrolet | 01:10.4119 | N/A        | 01:10.4389 | N/A        | 9          |
| 11   | 3   | Scott McLaughlin    | Team Penske                          | Chevrolet | 01:10.3855 | N/A        | 01:10.4782 | N/A        | 10         |
| 12   | 06  | Hélio Castroneves   | Meyer Shank Racing                   | Honda     | N/A        | 01:10.3196 | 01:10.5207 | N/A        | 18         |
| 13   | 26  | Colton Herta        | Andretti Autosport / Curb-Agajanian  | Honda     | 01:10.4398 | N/A        | N/A        | N/A        | 11         |
| 14   | 60  | Linus Lundqvist     | Meyer Shank Racing                   | Honda     | N/A        | 01:10.4570 | N/A        | N/A        | 12         |
| 15   | 27  | Kyle Kirkwood       | Andretti Autosport                   | Honda     | 01:10.4869 | N/A        | N/A        | N/A        | 14         |
| 16   | 9   | Scott Dixon         | Chip Ganassi Racing                  | Honda     | N/A        | 01:10.5006 | N/A        | N/A        | 15         |
| 17   | 12  | Will Power          | Team Penske                          | Chevrolet | 01:10.5237 | N/A        | N/A        | N/A        | 16         |
| 18   | 8   | Marcus Ericsson     | Chip Ganassi Racing                  | Honda     | N/A        | 01:10.6348 | N/A        | N/A        | 17         |
| 19   | 2   | Josef Newgarden     | Team Penske                          | Chevrolet | 01:10.6150 | N/A        | N/A        | N/A        | 19         |
| 20   | 21  | Rinus VeeKay        | Ed Carpenter Racing                  | Chevrolet | N/A        | 01:10.7249 | N/A        | N/A        | 20         |
| 21   | 14  | Santino Ferrucci    | A. J. Foyt Enterprises               | Chevrolet | 01:10.6461 | N/A        | N/A        | N/A        | 21         |
| 22   | 20  | Ryan Hunter-Reay    | Ed Carpenter Racing                  | Chevrolet | N/A        | 01:11.0083 | N/A        | N/A        | 22         |
| 23   | 18  | David Malukas       | Dale Coyne Racing / HMD Motorsports  | Honda     | 01:10.8687 | N/A        | N/A        | N/A        | 27         |
| 24   | 78  | Agustín Canapino    | Juncos Hollinger Racing              | Chevrolet | N/A        | 01:11.0611 | N/A        | N/A        | 23         |
| 25   | 51  | Sting Ray Robb      | Dale Coyne Racing / Rick Ware Racing | Honda     | 01:11.5658 | N/A        | N/A        | N/A        | 24         |
| 26   | 77  | Callum Ilott        | Juncos Hollinger Racing              | Chevrolet | N/A        | 01:11.1027 | N/A        | N/A        | 25         |
| 27   | 55  | Benjamin Pedersen   | A. J. Foyt Enterprises               | Chevrolet | N/A        | 01:11.2971 | N/A        | N/A        | 26         |

### Endergebnis
| Pos. | Nr. | Fahrer                | Team                                 | Motor     | Runden | Zeit/Rückstand | Boxenstopps | Startplatz | Führungsrunden | Punkte |
| ---- | --- | --------------------- | ------------------------------------ | --------- | ------ | -------------- | ----------- | ---------- | -------------- | ------ |
| 1    | 9   | Scott Dixon           | Chip Ganassi Racing                  | Honda     | 85     | 01:51:24.7579  | 3           | 15         | 34             | 51     |
| 2    | 15  | Graham Rahal          | Rahal Letterman Lanigan Racing       | Honda     | 85     | 0.4779         | 3           | 1          | 36             | 44     |
| 3    | 5   | Pato O’Ward           | Arrow McLaren SP                     | Chevrolet | 85     | 8.0925         | 3           | 4          |                | 35     |
| 4    | 45  | Christian Lundgaard   | Rahal Letterman Lanigan Racing       | Honda     | 85     | 9.3211         | 3           | 2          | 7              | 33     |
| 5    | 7   | Alexander Rossi       | Arrow McLaren SP                     | Chevrolet | 85     | 9.7935         | 3           | 3          |                | 30     |
| 6    | 12  | Will Power            | Team Penske                          | Chevrolet | 85     | 14.6929        | 3           | 16         |                | 28     |
| 7    | 10  | Alex Palou            | Chip Ganassi Racing                  | Honda     | 85     | 17.6505        | 3           | 8          |                | 26     |
| 8    | 3   | Scott McLaughlin      | Team Penske                          | Chevrolet | 85     | 22.1977        | 3           | 10         |                | 24     |
| 9    | 27  | Kyle Kirkwood         | Andretti Autosport                   | Honda     | 85     | 23.4238        | 3           | 13         |                | 22     |
| 10   | 8   | Marcus Ericsson       | Chip Ganassi Racing                  | Honda     | 85     | 30.3957        | 3           | 17         |                | 20     |
| 11   | 21  | Rinus VeeKay          | Ed Carpenter Racing                  | Chevrolet | 85     | 32.6728        | 3           | 19         |                | 19     |
| 12   | 60  | Linus Lundqvist (R)   | Meyer Shank Racing                   | Honda     | 85     | 35.1190        | 3           | 12         |                | 18     |
| 13   | 26  | Colton Herta          | Andretti Autosport / Curb-Agajanian  | Honda     | 85     | 42.4355        | 5           | 11         |                | 17     |
| 14   | 30  | Jack Harvey           | Rahal Letterman Lanigan Racing       | Honda     | 85     | 47.0297        | 3           | 14         |                | 16     |
| 15   | 06  | Hélio Castroneves     | Meyer Shank Racing                   | Honda     | 85     | 48.1724        | 3           | 18         |                | 15     |
| 16   | 18  | David Malukas         | Dale Coyne Racing / HMD Motorsports  | Honda     | 85     | 61.9413        | 4           | 27         |                | 14     |
| 17   | 77  | Callum Ilott          | Juncos Hollinger Racing              | Chevrolet | 85     | 69.5965        | 3           | 24         |                | 13     |
| 18   | 28  | Romain Grosjean       | Andretti Autosport                   | Honda     | 84     | 1 Rd.          | 4           | 6          |                | 12     |
| 19   | 29  | Devlin DeFrancesco    | Andretti Steinbrenner Autosport      | Honda     | 84     | 1 Rd.          | 3           | 5          | 8              | 12     |
| 20   | 20  | Ryan Hunter-Reay      | Ed Carpenter Racing                  | Chevrolet | 84     | 1 Rd.          | 3           | 21         |                | 10     |
| 21   | 78  | Agustín Canapino (R)  | Juncos Hollinger Racing              | Chevrolet | 84     | 1 Rd.          | 3           | 22         |                | 9      |
| 22   | 51  | Sting Ray Robb (R)    | Dale Coyne Racing / Rick Ware Racing | Honda     | 84     | 1 Rd.          | 3           | 23         |                | 8      |
| 23   | 14  | Santino Ferrucci      | A. J. Foyt Enterprises               | Chevrolet | 84     | 1 Rd.          | 4           | 20         |                | 7      |
| 24   | 11  | Marcus Armstrong (R)  | Chip Ganassi Racing                  | Honda     | 83     | 2 Rd.          | 5           | 7          |                | 6      |
| 25   | 2   | Josef Newgarden       | Team Penske                          | Chevrolet | 83     | 2 Rd.          | 5           | 25         |                | 5      |
| 26   | 55  | Benjamin Pedersen (R) | A. J. Foyt Enterprises               | Chevrolet | 79     | 5 Rd.          | 4           | 26         |                | 5      |
| 27   | 6   | Felix Rosenqvist      | Arrow McLaren SP                     | Chevrolet | 68     | Defekt         | 3           | 9          |                | 5      |

(R)=Rookie / 1 Gelbphase für insgesamt 6 Rd.

## Führungsrunden
| Fahrer              | Team                            | Anzahl |
| ------------------- | ------------------------------- | ------ |
| Graham Rahal        | Rahal Letterman Lanigan Racing  | 36     |
| Scott Dixon         | Chip Ganassi Racing             | 34     |
| Devlin DeFrancesco  | Andretti Steinbrenner Autosport | 8      |
| Christian Lundgaard | Rahal Letterman Lanigan Racing  | 7      |